# میان‌زیاگان
میان‌زیاگان اصطلاحی است که برای اشاره به گروهی از بی‌مهرگان کوچک ژرفزی که هم در محیط‌های دریایی و هم آب شیرین زندگی می‌کنند. اصطلاح کوچک‌زیاگان مربوط به آرایه‌شناسی جانوری نیست و تنها به اندازه جثه ارگانیسم‌ها اشاره دارد. اصطلاحاً به ارگانیسم‌هایی آبزی که از یک توری با روزنه‌های ۱ میلی‌متری رد می‌شوند اما از توری با روزنه‌های ۴۵ μm رد نمی‌شوند کوچک‌زیاگان گفته می‌شود. کوچک‌زیاگان از ریززیاگانMicrofauna بزرگ‌تر و از درشت‌زیاگانMacrofauna کوچک‌ترند. محدوده این اندازه‌ها نیز از یک پژوهشگر تا پژوهشگر دیگر می‌تواند فرق کند. میوفون‌ها یکی از بهترین جیره‌ها در رژیم غذایی میگوهای کوچک آب شیرین هستند.

## جستارهای بیشتر
- زیاگان